# Afrikaans kampioenschap voetbal 1965
De African Cup of Nations 1965 was de vijfde editie van de Afrika Cup, het kampioenschap voor nationale voetbalelftallen. Het toernooi vond plaats van 12 tot en met 21 november. Er werd gespeeld in de steden Tunis, Sousse, Sfax en Bizerte in Tunesië. Tunesië (gastland) en Ghana (titelverdediger) waren automatisch geplaatst voor de eindronde. Ghana won voor de tweede opeenvolgende keer het kampioenschap.

## Kwalificatie

### Groep 1
| Land                | Wed            | Win            | Gel            | Ver            | DV             | DT             | +/−            | Pnt            |
| ------------------- | -------------- | -------------- | -------------- | -------------- | -------------- | -------------- | -------------- | -------------- |
| Ver. Arabische Rep. | 0              | 0              | 0              | 0              | 0              | 0              | 0              | 0              |
| Nigeria             | Teruggetrokken | Teruggetrokken | Teruggetrokken | Teruggetrokken | Teruggetrokken | Teruggetrokken | Teruggetrokken | Teruggetrokken |
| Marokko             | Teruggetrokken | Teruggetrokken | Teruggetrokken | Teruggetrokken | Teruggetrokken | Teruggetrokken | Teruggetrokken | Teruggetrokken |

### Groep 2
| Land     | Wed               | Win               | Gel               | Ver               | DV                | DT                | +/−               | Pnt               |
| -------- | ----------------- | ----------------- | ----------------- | ----------------- | ----------------- | ----------------- | ----------------- | ----------------- |
| Ethiopië | 4                 | 3                 | 0                 | 1                 | 6                 | 3                 | +3                | 6                 |
| Soedan   | 4                 | 3                 | 0                 | 1                 | 9                 | 4                 | +5                | 6                 |
| Oeganda  | 4                 | 0                 | 0                 | 4                 | 3                 | 11                | –8                | 0                 |
| Kenia    | Gediskwalificeerd | Gediskwalificeerd | Gediskwalificeerd | Gediskwalificeerd | Gediskwalificeerd | Gediskwalificeerd | Gediskwalificeerd | Gediskwalificeerd |

|                                     |       |                     |          |         |
| 14 februari 1965 «onderlinge duels» | Kenia | 3 – 2 (Geannuleerd) | Ethiopië | Nairobi |
| 14 februari 1965 «onderlinge duels» |       |                     |          | Nairobi |

|                                     |         |       |          |         |
| 21 februari 1965 «onderlinge duels» | Oeganda | 1 – 2 | Ethiopië | Kampala |
| 21 februari 1965 «onderlinge duels» |         |       |          | Kampala |

|                                     |       |                     |         |         |
| 27 februari 1965 «onderlinge duels» | Kenia | 3 – 0 (Geannuleerd) | Oeganda | Nairobi |
| 27 februari 1965 «onderlinge duels» |       |                     |         | Nairobi |

|                                 |          |       |         |             |
| 3 maart 1965 «onderlinge duels» | Ethiopië | 2 – 0 | Oeganda | Addis Ababa |
| 3 maart 1965 «onderlinge duels» |          |       |         | Addis Ababa |

|                                  |         |                     |       |         |
| 13 maart 1965 «onderlinge duels» | Oeganda | 3 – 1 (Geannuleerd) | Kenia | Kampala |
| 13 maart 1965 «onderlinge duels» |         |                     |       | Kampala |

|                                  |        |       |          |          |
| 27 maart 1965 «onderlinge duels» | Soedan | 2 – 1 | Ethiopië | Khartoum |
| 27 maart 1965 «onderlinge duels» |        |       |          | Khartoum |

|                                 |          |                     |       |             |
| 4 april 1965 «onderlinge duels» | Ethiopië | 2 – 1 (Geannuleerd) | Kenia | Addis Ababa |
| 4 april 1965 «onderlinge duels» |          |                     |       | Addis Ababa |

|                                  |        |                     |       |          |
| 11 april 1965 «onderlinge duels» | Soedan | 4 – 2 (Geannuleerd) | Kenia | Khartoum |
| 11 april 1965 «onderlinge duels» |        |                     |       | Khartoum |

|                                  |          |       |        |             |
| 18 april 1965 «onderlinge duels» | Ethiopië | 1 – 0 | Soedan | Addis Ababa |
| 18 april 1965 «onderlinge duels» |          |       |        | Addis Ababa |

|                                  |       |                     |        |         |
| 25 april 1965 «onderlinge duels» | Kenia | 1 – 1 (Geannuleerd) | Soedan | Nairobi |
| 25 april 1965 «onderlinge duels» |       |                     |        | Nairobi |

|                               |         |       |        |         |
| 1 mei 1965 «onderlinge duels» | Oeganda | 1 – 3 | Soedan | Kampala |
| 1 mei 1965 «onderlinge duels» |         |       |        | Kampala |

|                                     |        |       |         |          |
| 22 augustus 1965 «onderlinge duels» | Soedan | 4 – 1 | Oeganda | Khartoum |
| 22 augustus 1965 «onderlinge duels» |        |       |         | Khartoum |

### Groep 3
| Land           | Wed | Win | Gel | Ver | DV | DT | +/− | Pnt |
| -------------- | --- | --- | --- | --- | -- | -- | --- | --- |
| Ivoorkust      | 4   | 3   | 0   | 1   | 9  | 4  | +5  | 6   |
| Congo-Kinshasa | 4   | 2   | 0   | 2   | 8  | 8  | 0   | 4   |
| Liberia        | 4   | 1   | 0   | 3   | 4  | 9  | –5  | 2   |

|                                    |           |       |                |  |
| 17 januari 1965 «onderlinge duels» | Ivoorkust | 2 – 0 | Congo-Kinshasa |  |
| 17 januari 1965 «onderlinge duels» |           |       |                |  |

|                                |           |       |         |         |
| 27 mei 1965 «onderlinge duels» | Ivoorkust | 4 – 0 | Liberia | Abidjan |
| 27 mei 1965 «onderlinge duels» |           |       |         | Abidjan |

|                                |         |       |           |  |
| 29 mei 1965 «onderlinge duels» | Liberia | 0 – 1 | Ivoorkust |  |
| 29 mei 1965 «onderlinge duels» |         |       |           |  |

|                                     |         |       |                |  |
| 14 augustus 1965 «onderlinge duels» | Liberia | 2 – 1 | Congo-Kinshasa |  |
| 14 augustus 1965 «onderlinge duels» |         |       |                |  |

|                                     |                |       |           |  |
| 5 september 1965 «onderlinge duels» | Congo-Kinshasa | 4 – 2 | Ivoorkust |  |
| 5 september 1965 «onderlinge duels» |                |       |           |  |

|                                      |                |       |         |  |
| 21 september 1965 «onderlinge duels» | Congo-Kinshasa | 3 – 2 | Liberia |  |
| 21 september 1965 «onderlinge duels» |                |       |         |  |

### Groep 4
| Land    | Wed | Win | Gel | Ver | DV | DT | +/− | Pnt |
| ------- | --- | --- | --- | --- | -- | -- | --- | --- |
| Senegal | 4   | 3   | 0   | 1   | 8  | 4  | +4  | 6   |
| Guinee  | 4   | 2   | 0   | 2   | 6  | 6  | 0   | 4   |
| Mali    | 4   | 1   | 0   | 3   | 4  | 8  | –4  | 2   |

|                                     |         |       |        |  |
| 25 februari 1965 «onderlinge duels» | Senegal | 2 – 0 | Guinee |  |
| 25 februari 1965 «onderlinge duels» |         |       |        |  |

|                                  |        |       |         |  |
| 29 maart 1965 «onderlinge duels» | Guinee | 3 – 1 | Senegal |  |
| 29 maart 1965 «onderlinge duels» |        |       |         |  |

|                                  |      |       |         |  |
| 18 april 1965 «onderlinge duels» | Mali | 0 – 2 | Senegal |  |
| 18 april 1965 «onderlinge duels» |      |       |         |  |

|                               |         |       |      |  |
| 5 mei 1965 «onderlinge duels» | Senegal | 3 – 1 | Mali |  |
| 5 mei 1965 «onderlinge duels» |         |       |      |  |

|                                |      |       |        |  |
| 23 mei 1965 «onderlinge duels» | Mali | 2 – 1 | Guinee |  |
| 23 mei 1965 «onderlinge duels» |      |       |        |  |

|                                |        |       |      |  |
| 6 juni 1965 «onderlinge duels» | Guinee | 2 – 1 | Mali |  |
| 6 juni 1965 «onderlinge duels» |        |       |      |  |

## Gekwalificeerde landen
Nadat Egypte van deelname afzag (Egypte onderhield geen diplomatieke betrekkingen met Tunesië) en Soedan de uitnodiging voor deelname niet aannam, accepteerde Congo-Kinshasa vervolgens de uitnodiging wel.
| Land               | Aantal deelnames | Deelnames op rij | Vorige deelname |
| ------------------ | ---------------- | ---------------- | --------------- |
| Congo-Kinshasa (u) | 1e               | 1                | -               |
| Ethiopië           | 5e               | 5                | 1963            |
| Ghana (t)          | 2e               | 2                | 1963            |
| Ivoorkust          | 1e               | 1                | -               |
| Senegal            | 1e               | 1                | -               |
| Tunesië (g)        | 3e               | 3                | 1963            |

t = titelverdediger, g = gastland, u = uitgenodigd

## Speelsteden
| Tunis                                          | · Tunis Sfax Sousse Bizerte Speellocaties |
| Stade Chedli Zouiten (capaciteit: 20.000)      | · Tunis Sfax Sousse Bizerte Speellocaties |
|                                                | · Tunis Sfax Sousse Bizerte Speellocaties |
| Sfax                                           | · Tunis Sfax Sousse Bizerte Speellocaties |
| Stade Taïeb Mhiri (capaciteit: 11.000)         | · Tunis Sfax Sousse Bizerte Speellocaties |
| Sousse                                         | · Tunis Sfax Sousse Bizerte Speellocaties |
| Stade Bou Ali Lahouar (capaciteit: 6.500)      | · Tunis Sfax Sousse Bizerte Speellocaties |
| Bizerte                                        | · Tunis Sfax Sousse Bizerte Speellocaties |
| Stade Municipal de Bizerte (capaciteit: 2.000) | · Tunis Sfax Sousse Bizerte Speellocaties |

## Groepsfase

### Groep A
| Land      | Wed | Win | Gel | Ver | DV | DT | +/− | Pnt |
| --------- | --- | --- | --- | --- | -- | -- | --- | --- |
| Tunesië * | 2   | 1   | 1   | 0   | 4  | 0  | +4  | 3   |
| Senegal   | 2   | 1   | 1   | 0   | 5  | 1  | +4  | 3   |
| Ethiopië  | 2   | 0   | 0   | 2   | 1  | 9  | –8  | 0   |

* Tunesië winnaar na loting
|                                     |                                              |       |          |                             |
| 12 november 1965 «onderlinge duels» | Tunesië                                      | 4 – 0 | Ethiopië | Stade Chedli Zouiten, Tunis |
| 12 november 1965 «onderlinge duels» | Chaïbi 32' Jedidi 62' Delhoum 80' Lahmar 84' |       |          | Stade Chedli Zouiten, Tunis |

|                                     |         |       |         |                             |
| 14 november 1965 «onderlinge duels» | Senegal | 0 – 0 | Tunesië | Stade Chedli Zouiten, Tunis |
| 14 november 1965 «onderlinge duels» |         |       |         | Stade Chedli Zouiten, Tunis |

|                                     |                                         |       |                    |                             |
| 19 november 1965 «onderlinge duels» | Senegal                                 | 5 – 1 | Ethiopië           | Stade Chedli Zouiten, Tunis |
| 19 november 1965 «onderlinge duels» | Camara 3', 52' Guèye 37' Niang 48', 53' |       | Vassalo 12' (pen.) | Stade Chedli Zouiten, Tunis |

### Groep B
| Land           | Wed | Win | Gel | Ver | DV | DT | +/− | Pnt |
| -------------- | --- | --- | --- | --- | -- | -- | --- | --- |
| Ghana          | 2   | 2   | 0   | 0   | 9  | 3  | +6  | 4   |
| Ivoorkust      | 2   | 1   | 0   | 1   | 4  | 4  | 0   | 2   |
| Congo-Kinshasa | 2   | 0   | 0   | 2   | 2  | 8  | –6  | 0   |

|                                     |                                                    |       |                                |                               |
| 12 november 1965 «onderlinge duels» | Ghana                                              | 5 – 2 | Congo-Kinshasa                 | Stade Bou Ali Lahouar, Sousse |
| 12 november 1965 «onderlinge duels» | Kofi 13' Acheampong 18', 59' Attuquayefio 84', 89' |       | Kalala Mukendi 43', 45' (pen.) | Stade Bou Ali Lahouar, Sousse |

|                                     |                      |       |                |                         |
| 14 november 1965 «onderlinge duels» | Ivoorkust            | 3 – 0 | Congo-Kinshasa | Stade Taïeb Mhiri, Sfax |
| 14 november 1965 «onderlinge duels» | Manglé 14', 59', 80' |       |                | Stade Taïeb Mhiri, Sfax |

|                                     |                                               |       |             |                                     |
| 19 november 1965 «onderlinge duels» | Ghana                                         | 4 – 1 | Ivoorkust   | Stade Municipal de Bizerte, Bizerte |
| 19 november 1965 «onderlinge duels» | Acheampong 20' Nti 43' Lutterodt 52' Kofi 70' |       | Bléziri 66' | Stade Municipal de Bizerte, Bizerte |

## 3e/4e plaats
|                                     |         |            |           |                                                                        |
| 21 november 1965 «onderlinge duels» | Senegal | 0 – 1      | Ivoorkust | Stade Chedli Zouiten, Tunis Scheidsrechter: Mohamed Mezahi ( Algerije) |
| 21 november 1965 «onderlinge duels» |         | Yoboué 35' |           | Stade Chedli Zouiten, Tunis Scheidsrechter: Mohamed Mezahi ( Algerije) |

## Finale
|                                     |                        |            |                        |                                                                            |
| 21 november 1965 «onderlinge duels» | Ghana                  | 3 – 2 (nv) | Tunesië                | Stade Chedli Zouiten, Tunis Scheidsrechter: Abdelaziz Chekaïmi ( Algerije) |
| 21 november 1965 «onderlinge duels» | Odoi 37', 96' Kofi 79' | details    | Chetali 47' Chaïbi 67' | Stade Chedli Zouiten, Tunis Scheidsrechter: Abdelaziz Chekaïmi ( Algerije) |

| Afrika Cup Winnaar 1965 |
| ----------------------- |
| GHANA 2de titel         |

## Doelpuntenmakers
3 doelpunten
- Eustache Manglé

- Ben Acheampong

- Osei Kofi

2 doelpunten
- Pierre Kalala Mukendi
- Cecil Jones Attuquayefio

- Frank Odoi
- Louis Camara

- Matar Niang
- Tahar Chaïbi

1 doelpunt
- Joseph Bléziri
- Konan Yoboué
- Luciano Vassalo
- Paa Nii Lutterodt

- Kwame Nti
- El Hadji Oumar Guèye
- Abdelmajid Chetali

- Mongi Delhoum
- Mohamed Salah Jedidi
- Abdelwahab Lahmar